# Liebe um Liebe
Liebe um Liebe ist ein Roman der kroatisch-schweizerischen Schriftstellerin Dragica Rajčić Holzner, der am 2. September 2020 erschien und zum Genre der Belletristik und Romane gehört. Darin erzählt Dragica Rajčić Holzner das Leben der Protagonistin Ana Jagoda, welche sich in Igor verliebt. Diese Liebe wird aber zu Hass und Ana muss lernen, für sich selbst einzustehen.

## Handlung
Ana Jagoda, geboren 1959 in einem kroatischen Dorf namens Glück, erlebt in ihrer Kindheit viel Armut und Gewalt, vor allem durch den alkoholabhängigen Vater. Die ganze Familie scheint Geheimnisse zu haben, von denen die Protagonistin aber erst nach und nach erfährt. Sie geht ins Gymnasium und schreibt in ihrer Freizeit gerne Gedichte, die sie dem Priester Don Lilo zeigt, der sie sexuell belästigt. Kurz nachdem sie auf dem Dachboden der Großmutter Sex mit ihrem Cousin Sveto hatte, lernt sie mit siebzehn Jahren Igor kennen und lieben, der von Anas Familie nicht geduldet wird, da seine Familie vom Unglück verfolgt werde. Sie planen eine gemeinsame Zukunft und leben erst als Untermieter in einem kleinen Zimmer, als Ana bemerkt, dass „Igor [bei Tageslichte] etwas von der Nachtfaszination verloren [hatte].“ Er hat seine Emotionen nicht unter Kontrolle, ist gewalttätig und betrinkt sich oft. Es kommt immer wieder zu Auseinandersetzungen, mit denen er zunehmend kälter, distanzierter und abweisender wird. Ana merkt, dass sie von ihrem Cousin schwanger ist und lässt das Kind abtreiben, doch sie lässt Igor unwissend. Sie werden schließlich zur Heirat gedrängt und ziehen bald darauf nach Chicago, wo sie ein neues Leben beginnen. Ana arbeitet von Zuhause aus für eine Büstenhalterfirma und schreibt nebenbei an einem Roman, während Igors Verhalten immer extremer wird. Er zwingt seine Frau zum Hypnotiseur, der bestätigen soll, dass er der Einzige in ihrem Leben ist. Sein Alkoholkonsum wird immer heftiger und schließlich verschwindet er tagelang. Ana findet auch heraus, dass Igor sie mit einer anderen Frau betrügt. Nach einem erneuten Streit, bei dem Igor sie mit einem Messer bedroht, packt sie ihre Sachen und flieht ins Frauenhaus, wo sie andere Frauen mit ähnlichen Schicksalen kennenlernt. Nach einem Anruf von Igor treffen sie sich, doch Ana kehrt in die Unterkunft zurück, da sie weiß, dass es das Beste für sie ist. Mit Unterstützung verarbeitet sie das Geschehene, indem sie die Rollen verschiedenen Personen in ihrem Leben einnimmt. Schließlich kehrt sie in ihr Heimatdorf zurück, das sie aber 1991 kriegsbedingt wieder verlassen muss. Am Ende des Romans besucht sie Igor auf der Intensivstation in Split, bevor sie zurück nach Chicago fliegt.

## Figuren
Ana Jagoda ist die Protagonistin des Buches. Als Kind war sie ein neugieriges und intelligentes Mädchen. Der gewalttätige Vater, welchen sie seither hasst, zerstörte ihr die Kindheit. Sie strebt von Anfang an nach Glück und ist so einfach von Igors Plan zu begeistern, auszuziehen. Anfangs war sie blind vor Liebe, mit der Zeit merkt sie aber, dass Igor sie schlecht behandelt und auch gewalttätig wird.
Igor Jagoda ist der Mann von Ana Jagoda. Als sie sich kennenlernten, schien er der perfekte Mann zu sein. Doch dann beginnt seine Alkoholsucht und er wird gewalttätig. Seine Impulsivität und Alkoholsucht beherrschen seine Handlungen. Er geht fremd und beschuldigt sie, an allem Schuld zu haben. Trotzdem kann er nicht ohne Ana sein. Als sie nicht mehr nach Hause kommt, will er sie nochmals treffen.
Der Vater von Ana arbeitet als Busfahrer. und war beim Militär Er wollte nie eine Tochter haben, doch dann kommt Ana zur Welt. Er ist Choleriker und hat ein Alkoholproblem. Er schlägt seine Kinder, vor allem Ana, und spielt den perfekten Vater, wenn Besuch kommt. Er hatte zuerst eine andere Verlobte.

## Form

### Gattung und Erzählinstanz
Das Werk Liebe um Liebe ist ein Roman, der allerdings autobiographische Züge aufweist. Dragica Rajčić Holzner wuchs selbst in Kroatien auf und weist auch weitere Parallelen zur Hauptfigur Ana Jagoda auf, beispielsweise ihre Leidenschaft für Literatur. Die Autorin selbst lehnt die Aufteilung in Realität und Fiktion ab. Die Geschichte kann also als autofiktionaler Roman gekennzeichnet werden.
Die Geschichte von Ana Jagoda wird aus der Perspektive einer Ich-Erzählerin erzählt. Somit ermöglicht sich einen sehr transparenten Einblick in die Gedanken der Protagonistin. Dennoch lässt sich bei einigen Stellen an der Kontinuität der Erzählinstanz zweifeln. Im Kapitel Igors Vater erscheint es unwahrscheinlich, dass die Erzählerin all die Informationen tatsächlich so präzise wiedergeben kann. Dennoch wird nur mit wenigen Ausnahmen aus der Ich-Perspektive erzählt.

### Aufbau
Der Roman umfasst 167 Seiten und ist in drei Teile unterteilt. Die einzelnen Teile bestehen aus unterschiedlich vielen Kapiteln. Die einzelnen Kapitel sind mit Stichwörtern oder Orten beschriftet. Teilweise wird auch die Jahreszahl angegeben. Die Geschichte ist nicht immer chronologisch erzählt, denn es gibt diverse Zeitsprünge.

### Sprache
Dragica Rajčić Holzner verwendet eine sehr authentische und rohe Sprache, die man auch mündlich vorfinden könnte. Es fallen diverse Schimpfwörter, manchmal werden Sätze nicht beendet, wie zum Beispiel „Bin befreit, leicht.“. Dies erschafft ein sehr natürliches und ungefiltertes Sprachbild.
Weiter fällt auf, dass die Sprache von vielen kroatischen Begriffen und Sätzen geprägt ist, welche jeweils kursiv formatiert sind. Ein Beispiel ist: „Ich träumte von Basilikum, bosiljak […].“ Dies kreiert eine Nähe und eine Echtheit, sodass Lesende das Gefühl haben, tatsächlich in dieser Welt zu sein.
Die Sprache ist melodiös und taktvoll, was sehr poetisch wirkt. Beispielsweise findet man die Formulierung: „[...] Ausweg hinaus. Aus. Jeder aus [...]“, die hier als Assonanz eingesetzt wird.
Weiter verwendet die Autorin eine sehr bildreiche Sprache. Oftmals werden Metaphern oder Vergleiche eingeflochten. Man findet beispielsweise die Metapher „Wir hatten ein sicheres Versteck auf dem Boden der Sünde“ und den Vergleich „Wie ein Hund, von der Leine gerissen [...].“ Durch diese Stilmittel entsteht eine bildliche Ausdrucksweise, wodurch die Lesenden dem Geschehenen besser nachfühlen können.
Der sprachliche Aufbau des Textes ist einerseits von Anas Perspektive geprägt, indem ihre Gefühle und Gedanken ersichtlich sind. Andererseits werden Handlungen und Ereignisse genau beobachtend beschrieben. So entsteht ein Gefühl der Nähe zur Protagonistin, das sich aber mit Details aus der Umwelt abwechselt.

### Motive und Themen
Glück: Glück ist das Hauptmotiv des Romans. Es beginnt bereits damit, dass Ana Jagoda im Dorf namens „Glück“ aufwächst. Ihre Familie und diese Igors werden allerdings von Unglück verfolgt. Dennoch ist Ana stets auf der Suche nach Glück. Zuerst versucht sie, durch Igor glücklich zu werden. Danach wandert sie mit Igor nach Amerika aus, um so Fernglück zu suchen. Dadurch versucht sie ein erfülltes und glückliches Leben zu führen. Das Motiv kommt sowohl in großen Zusammenhängen, als auch in kleinen Details vor, zum Beispiel, indem das Wort „Glück“ sprachlich aufgenommen wird, beispielsweise „Jetzt bist du dran, viel Glück.“
Freiheit: Auf ihrer Suche nach Glück versucht Ana auch stets, Freiheit zu erreichen. Zuerst befreit sie sich von ihren Vater, um mit Igor zu flüchten. Auch durch die Abtreibung nimmt sie sich in gewisser Weise ihre Freiheit zurück. Danach sucht sie in den USA Freiheit und schlussendlich versucht sie sich von Igor zu lösen. Obwohl es Ana nicht immer gelingt sich zu befreien, versucht sie es stets. Damit verbunden ist auch das Motiv des Fliegens. Ana träumt und denkt viel ans Fliegen, beispielsweise „Ich wollte nicht Mutter werden, ich wollte fliegen, in der Luft leben, schreiben [...].“ Auch in der Handlung sucht Ana durch das Fliegen Freiheit. Zum Beispiel, als sie mit Igor nach Amerika auswandert oder sich am Ende des Buches darüber freut, zurück nach Amerika zu fliegen.
Flucht: Auch die Flucht ist ein präsentes Motiv im Roman. Sie flüchtet vor ihrer Familie mit Igor in die Stadt. Danach flüchtet sie nach Amerika, um dort ein neues Leben zu beginnen. Schließlich zieht sie sich ins „Womenirrhaus“ zurück, um ihrer gewaltvollen Beziehung mit Igor zu entgehen. Auch als sie kriegsbedingt 1991 Glück verlassen musste, taucht das Motiv der Flucht wieder auf.
Im Text werden auch diverse Themen angesprochen. Einige davon sind: Liebe und Hass, häusliche Gewalt, sexuelle Belästigung, Inzest, Abtreibung, Auswanderung, Trauma, Alkohol und psychische Probleme,

## Rezensionen
Dragica Rajčić Holzners Sprache wird von Tina Uhlmann bei stgallen24 als „Splittersprache voller Traumbilder“ beschrieben.
„‚Liebe um Liebe‘ ist ein Buch über die Vorstellungen von Glück, die wir mit uns herumtragen, die oft enttäuscht werden und uns trotzdem ein Leben lang antreiben.“ – Salomé Meier, Literaturfenster Schweiz
„Wenn völlig offenbleibt, wie Anas Geschichte ausgeht, dann scheint Rajčić ohne viele Worte anzudeuten: Hier kann alles endlich ganz anders werden, so wie Ana es sich immer gewünscht hat. Genauso kann das Unglück aber auch wieder von vorne beginnen. Diese Möglichkeit vermag einen nachhaltig traurig zu stimmen. Und die subtile Art und Weise, wie Rajčić sie ins Spiel bringt, ist grosse Klasse.“ – Oliver Camenzind, Schweizer Buchjahr